# Nuevo San Martín
Nuevo San Martín är en ort i Mexiko.   Den ligger i kommunen Uruapan och delstaten Michoacán de Ocampo, i den södra delen av landet, 300 km väster om huvudstaden Mexico City. Nuevo San Martín ligger 871 meter över havet och antalet invånare är 173.
Terrängen runt Nuevo San Martín är huvudsakligen kuperad, men åt sydväst är den platt. Runt Nuevo San Martín är det ganska tätbefolkat, med 75 invånare per kvadratkilometer. Närmaste större samhälle är Uruapan, 19,5 km norr om Nuevo San Martín. I omgivningarna runt Nuevo San Martín växer huvudsakligen savannskog.